# Det som engang var
《Det som engang var》은 노르웨이 블랙 메탈 밴드 버줌의 두 번째 정규 음반이다. 이 앨범은 1992년 4월에 녹음되었고, 1993년 8월에 버줌이 자체적으로 설립한 레이블인 사이머페인에서 발매되었다.

## 배경
바르그 비케르네스는 1992년 1월에서 1993년 3월까지 베르겐의 그리그홀에서 버줌의 첫 네 앨범을 녹음했다. 하지만 녹음 후 각각의 앨범들이 발매되기까지의 몇 달 동안 앨범들은 유출되었다.
이 앨범은 원래 'På svarte troner'(노르웨이어로 '검은 왕좌들 위에서'라는 뜻)라는 이름으로 발매될 예정이었으나, 발매 직전에 이름이 바뀌었다. 이 앨범과 같은 제목의 곡인 "Det som en gang var"(스펠링이 조금 다르다)는 다음 앨범인 Hvis lyset tar oss에 실려 있다.

## 트랙 목록
앨범의 모든 곡은 바르그 비케르네스가 작사와 작곡을 했다.
| #  | 제목                        | 재생 시간 |
| -- | --------------------------- | --------- |
| 1. | 〈"Den onde kysten"〉       | 2:20      |
| 2. | 〈"Key to the Gate"〉       | 5:14      |
| 3. | 〈"En ring til aa herske"〉 | 7:10      |
| 4. | 〈"Lost Wisdom"〉           | 4:38      |
| 5. | 〈"Han som reiste"〉        | 4:51      |
| 6. | 〈"Naar himmelen klarner"〉 | 3:50      |
| 7. | 〈"Snu mikrokosmos tegn"〉  | 9:36      |
| 8. | 〈"Svarte troner"〉         | 2:16      |

## 구성
- 카운트 그리쉬나크 - 보컬, 기타, 키보드, 베이스, 드럼, 프로듀싱
- 퓌텐 - 프로듀싱